# Campionati europei di nuoto artistico
I Campionati europei di nuoto artistico  sono una competizione sportiva organizzata dalla European Aquatics ed assegna i titoli continentali negli anni in cui non si svolgono i campionati europei di nuoto.

## Edizioni
| Edizione | Anno | Città   | Nazioni | Miglior nazione |
| -------- | ---- | ------- | ------- | --------------- |
| I        | 2025 | Funchal | 21      | Spagna          |

## Medagliere
| Posiz. | Nazione     | Oro | Argento | Bronzo | Totale |
| ------ | ----------- | --- | ------- | ------ | ------ |
| 1      | Spagna      | 5   | 3       | 3      | 11     |
| 2      | Italia      | 2   | 5       | 1      | 8      |
| 3      | Austria     | 2   | 0       | 0      | 2      |
| 4      | Regno Unito | 1   | 1       | 2      | 4      |
| 5      | Germania    | 1   | 0       | 2      | 3      |
| 6      | Ucraina     | 0   | 2       | 0      | 2      |
| 7      | Francia     | 0   | 0       | 2      | 2      |
| 8      | Israele     | 0   | 0       | 1      | 1      |
| Totale | Totale      | 11  | 11      | 11     | 33     |